# Naked News

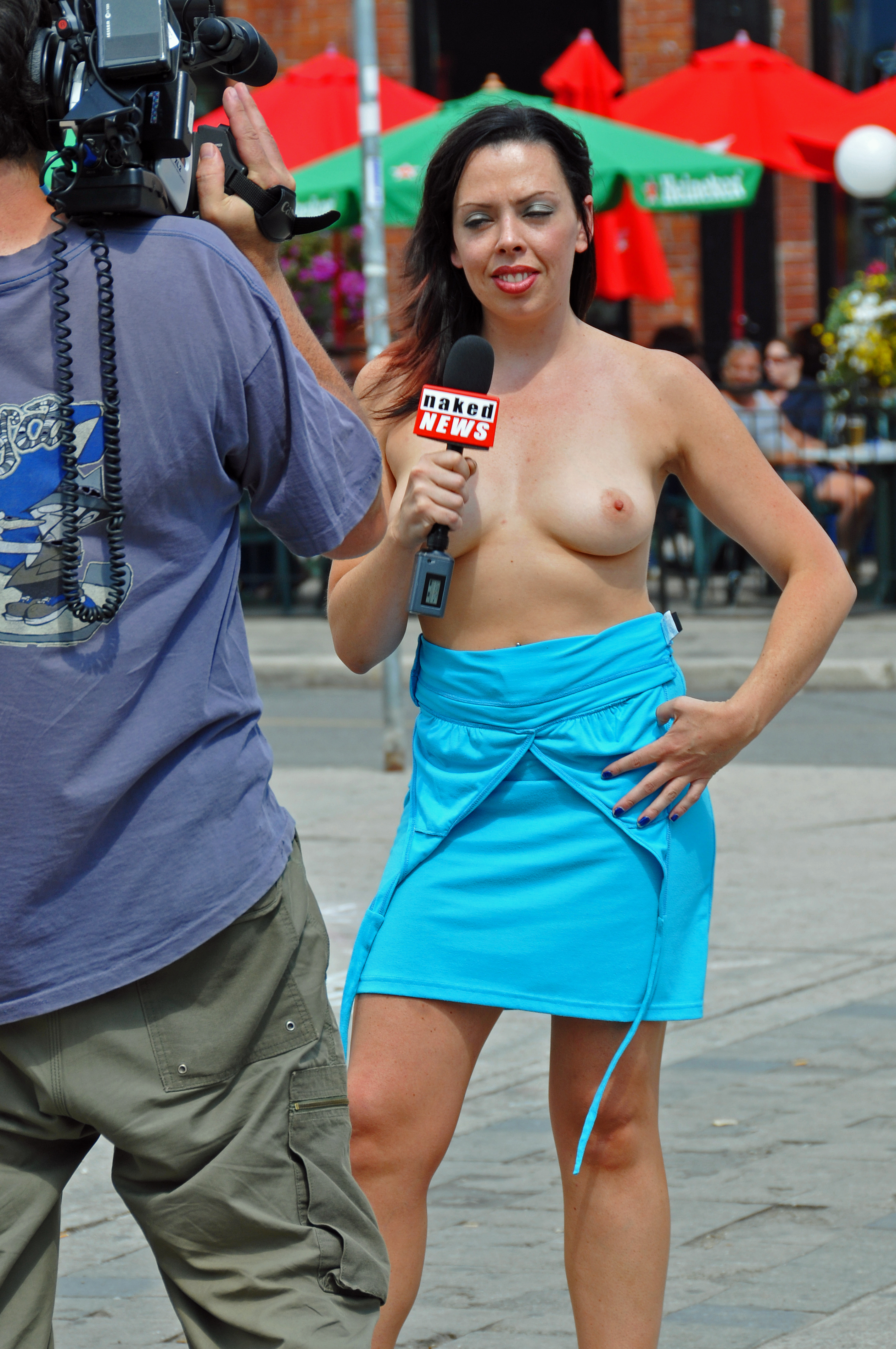
Moderátorka Naked News

Naked News je abonentská webová stránka obsahující televizní zpravodajství, která sebe sama prezentuje jako „the program with nothing to hide“ (tj. „pořad, kde není co schovávat“). Obsah je připravován každý den v Torontu. Dohromady je vždy týdně vytvořeno šest 25minutových epizod. Zprávy jsou předčítány zcela nahými moderátorkami. Mužská varianta ukončila svou činnost 31. října 2007. Naked News TV je druh pay-per-view či předplatitelské služby.
Naked News jsou také ve zkrácené verzi vysílány v nočních hodinách na CITY-TV.